# Sumé
Sumé (pol. gdzie) – grenlandzki zespół rockowy utworzony w 1972 roku przez dwóch piosenkarzy, gitarzystów i kompozytorów – Malika Høegha oraz Pera Berthelsena.

## Działalność artystyczna
Pierwszym albumem wydanym przez zespół Sumé był Sumut (pol. dokąd). Opublikowany w 1973 roku przez grenlandzkie wydawnictwo muzyczne ULO został kupiony przez około 20% populacji Grenlandii, stając się częścią grenlandzkiego kulturowego ruchu niepodległościowego. Okładka albumu Sumut przedstawia reprodukcję dziewiętnastowiecznego drzeworytu autorstwa Arona z Kangeq, na którym Inuita prawdopodobnie zabił wikinga.
Zespół wzorował się twórczością amerykańskich zespołów rockowych, jednak teksty utworów były pisane w języku grenlandzkim i krytykowały duńskie działania kolonizacyjne. Przykładowo, w utworze Nunaqarfiit zespół śpiewał: „Nadszedł czas by znowu żyć jako Inuici, nie jako Zachodni”.
W 1977 roku zespół został rozwiązany, ale sporadycznie występuje, a w 1994 wydał album Persersume (pol. zaspa).
W 2014 roku odbyła się premiera filmu o zespole Sumé wyreżyserowanego przez Inuka Silisa Høegha. W języku angielskim zatytułowany jako „Sumé: the sound of a revolution” (pol. „Sumé: brzmienie rewolucji”).